# Шмидт, Альфред (тяжелоатлет)
Альфред Шмидт (эст. Alfred Schmidt, в 1936 году сменивший имя на Айн Силлак, Ain Sillak; 1 мая 1898, Майдла, Харьюмаа — 5 ноября 1972, Таллин) — эстонский тяжелоатлет, призёр Олимпийских игр в Антверпене (1920).

## Биография
Альфред Шмидт родился 1 мая 1898 года в селе Майдла близ посёлка Хагери, Российская империя. Учился в школе в Таллине.

## Карьера
В молодости увлекался лёгкой атлетикой, которой занимался с 1913 года. В 1916 и 1917 годах участвовал в соревнованиях, организованных Артуром Кукком, однако сильных результатов показать не удалось, и Кукк предложил Шмидту попробовать свои силы в других видах спорта.
С 1919 года занялся тяжёлой атлетикой. Его наставником был действующий спортсмен Альфред Неуланд. Вместе со знаменитым эстонским тяжелоатлетом Шмидт тренировался в военно-спортивном лагере в Тонде до 1920 года.
В 1920 году, представляя независимую Эстонию на Олимпийских играх в Антверпене, завоевал серебряную медаль в весовой категории до 60 килограммов с результатом 210 килограммов в троеборье (55 кг + 65 кг + 90 кг).
В 1922 году он стал чемпионом Эстонии, в 1923 году завоевал бронзовую медаль Чемпионата Балтики. Ещё до завершения карьеры он входил в состав организаторов домашнего чемпионата мира 1922 года, который проходил в Таллине.
Впоследствии увлёкся стендовой стрельбой, стал судьёй по этому виду спорта.
В 1936 году сменил имя на Айн Силлак.
Скончался 5 ноября 1972 года в Таллине. Похоронен на кладбище Рахумяэ.

## Память
В 2018 году в родном селе Майдла в честь Альфреда Шмидта был открыт памятник.